# منو متوقف کن (فیلم)
منو متوقف کن (به فرانسوی: Arrêtez-moi) فیلمی محصول سال ۲۰۱۳ و به کارگردانی ژان-پل لینفیلد است. در این فیلم بازیگرانی همچون سوفی مارسو، میو-میو، مارک باربه و اریک گودون ایفای نقش کرده‌اند.